# Bartosz Slisz
Bartosz Slisz (Rybnik, 29 marzo 1999) è un calciatore polacco, centrocampista dell'Atlanta United e della nazionale polacca.

## Caratteristiche tecniche
È un centrocampista centrale.

## Carriera

### Club
Cresciuto nel settore giovanile del ROW 1964 Rybnik, ha esordito in prima squadra il 6 settembre 2015 disputando l'incontro di II liga perso 3-0 contro il Puszcza Niepołomice.
Il 28 febbraio 2017 è stato acquistato dallo Zagłębie Lubin.
Il 28 febbraio 2020 viene acquistato dal Legia Varsavia per 1 800 000 €.

### Nazionale
Con la Polonia under 20 ha partecipato al campionato mondiale di categoria del 2019.
Il 5 settembre 2021 esordisce in nazionale maggiore nel successo per 1-7 contro San Marino.
Il 6 giugno 2025 realizza la sua prima rete per la massima selezione polacca nel successo per 2-0 in amichevole contro la Moldavia.

## Statistiche

### Presenze e reti nei club
Statistiche aggiornate al 26 maggio 2024.
| Stagione               | Squadra                | Campionato             | Campionato | Campionato | Coppe nazionali | Coppe nazionali | Coppe nazionali | Coppe continentali | Coppe continentali | Coppe continentali | Altre coppe | Altre coppe | Altre coppe | Totale | Totale | Totale |
| Stagione               | Squadra                | Comp                   | Pres       | Reti       | Comp            | Pres            | Reti            | Comp               | Pres               | Reti               | Comp        | Pres        | Reti        | Pres   | Reti   |        |
| ---------------------- | ---------------------- | ---------------------- | ---------- | ---------- | --------------- | --------------- | --------------- | ------------------ | ------------------ | ------------------ | ----------- | ----------- | ----------- | ------ | ------ | ------ |
| 2015-2016              | ROW 1964 Rybnik        | 2L                     | 11         | 2          | CP              | 0               | 0               | -                  | -                  | -                  | -           | -           | -           | 11     | 2      |        |
| 2016-2017              | ROW 1964 Rybnik        | 2L                     | 14         | 1          | CP              | 1               | 0               | -                  | -                  | -                  | -           | -           | -           | 15     | 1      |        |
| Totale ROW 1964 Rybnik | Totale ROW 1964 Rybnik | Totale ROW 1964 Rybnik | 25         | 3          |                 | 1               | 0               |                    | -                  | -                  |             | -           | -           | 26     | 3      |        |
| 2017-2018              | Zagłębie Lubin         | EK                     | 5          | 0          | CP              | 0               | 0               | -                  | -                  | -                  | -           | -           | -           | 5      | 0      |        |
| 2018-2019              | Zagłębie Lubin         | EK                     | 22         | 0          | CP              | 0               | 0               | -                  | -                  | -                  | -           | -           | -           | 22     | 0      |        |
| 2019-feb. 2020         | Zagłębie Lubin         | EK                     | 21         | 2          | CP              | 3               | 0               | -                  | -                  | -                  | -           | -           | -           | 24     | 2      |        |
| Totale Zagłębie Lubin  | Totale Zagłębie Lubin  | Totale Zagłębie Lubin  | 48         | 2          |                 | 3               | 0               |                    | -                  | -                  |             | -           | -           | 51     | 2      |        |
| feb.-giu. 2020         | Legia Varsavia         | EK                     | 7          | 0          | CP              | 2               | 0               | -                  | -                  | -                  | -           | -           | -           | 9      | 0      |        |
| 2020-2021              | Legia Varsavia         | EK                     | 27         | 2          | CP              | 4               | 1               | UCL+UEL            | 2+2                | 0                  | SP          | -           | -           | 35     | 3      |        |
| 2021-2022              | Legia Varsavia         | EK                     | 32         | 1          | CP              | 4               | 0               | UCL+UEL            | 6+7                | 0                  | SP          | 1           | 0           | 50     | 1      |        |
| 2022-2023              | Legia Varsavia         | EK                     | 32         | 0          | CP              | 6               | 0               | -                  | -                  | -                  | -           | -           | -           | 38     | 0      |        |
| 2023-gen. 2024         | Legia Varsavia         | EK                     | 18         | 0          | CP              | 2               | 0               | UECL               | 12                 | 1                  | SP          | 1           | 0           | 33     | 1      |        |
| Totale Legia Varsavia  | Totale Legia Varsavia  | Totale Legia Varsavia  | 116        | 3          |                 | 18              | 1               |                    | 29                 | 1                  |             | 2           | 0           | 165    | 5      |        |
| 2024                   | Atlanta United         | MLS                    | 28+4       | 1+1        | USOC            | 2               | 0               | -                  | -                  | -                  | LC          | 2           | 0           | 36     | 2      |        |
| Totale carriera        | Totale carriera        | Totale carriera        | 221        | 10         |                 | 24              | 1               |                    | 29                 | 1                  |             | 4           | 0           | 278    | 12     |        |

### Cronologia presenze e reti in nazionale
| Cronologia completa delle presenze e delle reti in nazionale ― Polonia | Cronologia completa delle presenze e delle reti in nazionale ― Polonia | Cronologia completa delle presenze e delle reti in nazionale ― Polonia | Cronologia completa delle presenze e delle reti in nazionale ― Polonia | Cronologia completa delle presenze e delle reti in nazionale ― Polonia | Cronologia completa delle presenze e delle reti in nazionale ― Polonia | Cronologia completa delle presenze e delle reti in nazionale ― Polonia | Cronologia completa delle presenze e delle reti in nazionale ― Polonia |
| Data                                                                   | Città                                                                  | In casa                                                                | Risultato                                                              | Ospiti                                                                 | Competizione                                                           | Reti                                                                   | Note                                                                   |
| ---------------------------------------------------------------------- | ---------------------------------------------------------------------- | ---------------------------------------------------------------------- | ---------------------------------------------------------------------- | ---------------------------------------------------------------------- | ---------------------------------------------------------------------- | ---------------------------------------------------------------------- | ---------------------------------------------------------------------- |
| 5-9-2021                                                               | Serravalle                                                             | San Marino                                                             | 1 – 7                                                                  | Polonia                                                                | Qual. Mondiali 2022                                                    | -                                                                      | 46’                                                                    |
| 16-9-2023                                                              | Varsavia                                                               | Polonia                                                                | 1 – 0                                                                  | Germania                                                               | Amichevole                                                             | -                                                                      | 65’                                                                    |
| 12-10-2023                                                             | Tórshavn                                                               | Fær Øer                                                                | 0 – 2                                                                  | Polonia                                                                | Qual. Euro 2024                                                        | -                                                                      | 90’                                                                    |
| 15-10-2023                                                             | Varsavia                                                               | Polonia                                                                | 1 – 1                                                                  | Moldavia                                                               | Qual. Euro 2024                                                        | -                                                                      | 46’                                                                    |
| 17-11-2023                                                             | Varsavia                                                               | Polonia                                                                | 1 – 1                                                                  | Rep. Ceca                                                              | Qual. Euro 2024                                                        | -                                                                      |                                                                        |
| 21-11-2023                                                             | Varsavia                                                               | Polonia                                                                | 2 – 0                                                                  | Lettonia                                                               | Amichevole                                                             | -                                                                      | 61’                                                                    |
| 21-3-2024                                                              | Varsavia                                                               | Polonia                                                                | 5 – 1                                                                  | Estonia                                                                | Qual. Euro 2024                                                        | -                                                                      |                                                                        |
| 26-3-2024                                                              | Cardiff                                                                | Galles                                                                 | 0 – 0 dts (4 – 5 dtr)                                                  | Polonia                                                                | Qual. Euro 2024                                                        | -                                                                      |                                                                        |
| 7-6-2024                                                               | Varsavia                                                               | Polonia                                                                | 3 – 1                                                                  | Ucraina                                                                | Amichevole                                                             | -                                                                      | 67’ 78’                                                                |
| 16-6-2024                                                              | Amburgo                                                                | Polonia                                                                | 1 – 2                                                                  | Paesi Bassi                                                            | Euro 2024 - 1º turno                                                   | -                                                                      | 55’                                                                    |
| 21-6-2024                                                              | Berlino                                                                | Polonia                                                                | 1 – 3                                                                  | Austria                                                                | Euro 2024 - 1º turno                                                   | -                                                                      | 53’ 75’                                                                |
| 5-9-2024                                                               | Glasgow                                                                | Scozia                                                                 | 2 – 3                                                                  | Polonia                                                                | UEFA Nations League 2024-2025 - 1º turno                               | -                                                                      | 82’ 83’                                                                |
| 8-9-2024                                                               | Osijek                                                                 | Croazia                                                                | 1 – 0                                                                  | Polonia                                                                | UEFA Nations League 2024-2025 - 1º turno                               | -                                                                      | 62’                                                                    |
| 18-11-2024                                                             | Varsavia                                                               | Polonia                                                                | 1 – 2                                                                  | Scozia                                                                 | UEFA Nations League 2024-2025 - 1º turno                               | -                                                                      | 46’                                                                    |
| 24-3-2025                                                              | Varsavia                                                               | Polonia                                                                | 2 – 0                                                                  | Malta                                                                  | Qual. Mondiali 2026                                                    | -                                                                      | 46’ 65’                                                                |
| 6-6-2025                                                               | Varsavia                                                               | Polonia                                                                | 2 – 0                                                                  | Moldavia                                                               | Amichevole                                                             | 1                                                                      |                                                                        |
| 10-6-2025                                                              | Helsinki                                                               | Finlandia                                                              | 2 – 1                                                                  | Polonia                                                                | Qual. Mondiali 2026                                                    | -                                                                      |                                                                        |
| Totale                                                                 |                                                                        | Presenze                                                               | 17                                                                     |                                                                        | Reti                                                                   | 1                                                                      |                                                                        |

## Palmarès

### Club

#### Competizioni nazionali
- Campionato polacco: 2

Legia Varsavia: 2019-2020, 2020-2021
- Coppa di Polonia: 1

Legia Varsavia: 2022-2023
- Supercoppa di Polonia: 1

Legia Varsavia: 2023